# Bajt Sul
Bajt Sul (arab. بيت ثول) – nieistniejąca już arabska wieś, która była położona w Dystrykcie Jerozolimy w Mandacie Palestyny. Wieś została wyludniona i zniszczona podczas wojny domowej w Mandacie Palestyny, po ataku sił żydowskiej organizacji paramilitarnej Hagana w dniu 12 kwietnia 1948 roku.

## Położenie
Bajt Sul leżała na zachodnich zboczach wzgórza na wysokości 660 metrów n.p.m. w Górach Judzkich, w odległości 15 km na zachód od Jerozolimy. Według danych z 1945 roku do wsi należały ziemie o powierzchni 462,9 ha. We wsi mieszkało wówczas 260 osób.
| Własność gruntów | Powierzchnia gruntów [ha] |
| ---------------- | ------------------------- |
| Arabowie         | 420,5                     |
| Żydzi            | 42,1                      |
| publiczne        | 0,3                       |
| Razem            | 462,9                     |

| Rodzaj użytkowanych gruntów | Powierzchnia arabska [ha] | Powierzchnia żydowska [ha] |
| --------------------------- | ------------------------- | -------------------------- |
| uprawy nawadniane           | 5,5                       | 0                          |
| uprawy zbóż                 | 78,7                      | 19                         |
| nieużytki                   | 335,3                     | 23,1                       |
| zabudowane                  | 1,3                       | 0                          |

## Historia
Nie jest znana data powstania wioski, chociaż jest identyfikowana z osmańską wsią Bajt Tun z 1596 roku. W wyniku I wojny światowej, w 1918 roku cała Palestyna przeszła pod panowanie Brytyjczyków, którzy utworzyli Mandat Palestyny. W okresie panowania Brytyjczyków Bajt Sul była małą wsią z jednym meczetem.

Przyjęta 29 listopada 1947 roku Rezolucja Zgromadzenia Ogólnego ONZ nr 181 zakładała podział Palestyny na dwa państwa: żydowskie i arabskie. Plan podziału przyznawał obszar wioski Bajt Sul państwu arabskiemu. Żydzi zaakceptowali plan podziału, jednak Arabowie doprowadzili dzień później do wybuchu wojny domowej w Mandacie Palestyny. Już w grudniu 1947 roku wieś zajęły arabskie milicje, które atakowały żydowską komunikację w okolicy. Z tego powodu siły żydowskiej organizacji paramilitarnej Hagana przeprowadziły operację Nachszon, podczas której 12 kwietnia 1948 roku siły Palmach zajęły wieś. Wysiedlono wówczas wszystkich jej mieszkańców, a większość budynków wyburzono.

## Miejsce obecnie
Miejsce wioski pozostaje opuszczone, jednak jej tereny zostały przejęte przez żydowski moszaw Newe Ilan i powstałą w 1982 roku wieś Nataf. Palestyński historyk Walid Chalidi, tak opisał pozostałości wioski Bajt Sul: „Na dużym obszarze wzgórza są rozrzucone sterty gruzu. Można zobaczyć pozostałości murów, z grubą dziką trawą rosnącą między nimi. Po wschodniej stronie są ruiny dużego domu. Przez pozostających w okolicy Palestyńczyków nadal są używane dwie studnie, wyryte w skale.”.